# Takeoff
Takeoff, pseudonimo di Kirishinik Khari Ball (Lawrenceville, 18 giugno 1994 – Houston, 1º novembre 2022), è stato un rapper statunitense.
È noto per essere stato uno dei tre membri del famoso gruppo hip hop Migos, assieme a Quavo e Offset.

## Biografia
Takeoff è nato a Lawrenceville, in Georgia, la quale si trova nella contea di Gwinnett, vicino ad Atlanta. È cresciuto assieme ai membri della famiglia Quavo e Offset, i tre saranno poi cresciuti per tutta l'infanzia da sua madre, prima di avvicinarsi al mondo del rap nel 2009 formando il "polo club", conosciuto in seguito come Migos.

## Carriera

### La fondazione dei Migos (2008–2015)
Insieme ai membri della famiglia Quavo e Offset, Takeoff ha iniziato a rappare nel 2008. Il gruppo inizialmente si esibiva sotto il nome d'arte Polo Club, ma alla fine cambiò il loro nome in Migos. Il gruppo ha pubblicato il loro primo progetto a tutta lunghezza, un mixtape intitolato Juug Season, il 25 agosto 2011. Ha seguito il mixtape No Label, il 1º giugno 2012.
I Migos inizialmente sono saliti alla ribalta dopo l'uscita del loro singolo "Versace", nel 2013. La canzone è stata remixata dal rapper canadese Drake e raggiunto la posizione numero 99 nella Billboard 100 Hot e la numero 31 sulla Hot R&B / Hip-Hop Songs.
Il loro album di debutto in studio, Yung Rich Nation , è stato pubblicato a luglio 2015 e ha visto la partecipazione di Chris Brown e Young Thug. L'album ha raggiunto il picco alla numero 17 della Billboard 200.

### Il successo
I Migos hanno ottenuto il loro primo singolo numero uno nel 2016 con "Bad and Boujee" con Lil Uzi Vert, che ha raggiunto il massimo nella Billboard Hot 100 durante la settimana del 21 gennaio 2017. La canzone è stata certificata quattro volte disco di platino dall'industria discografica Associazione d'America (RIAA). Mentre può essere visto in una delle scene di sottofondo nel video musicale, Takeoff non è presente né accreditato sulla canzone. Lo stesso Takeoff ha affermato che non era presente nella canzone perché era impegnato al momento della registrazione. Il 24 giugno 2017, durante le riprese di Complex ai BET Awards 2017, è stato interrogato sulla sua assenza dai padroni di casa Joe Budden e DJ Akademiks, a cui ha risposto, "Sembra che io sia rimasto fuori da "Bad and Boujee?". La risposta di Takeoff fece sì che Budden lasciasse il set, e un alterco tra i Migos e Budden e il loro entourage ebbe quasi luogo prima che venisse interrotto dalla sicurezza.
Il secondo album da studio dei Migos, Culture , è stato pubblicato il 27 gennaio 2017, esordendo al numero 1 della Billboard 200 statunitense, vendendo 44 000 copie, durante la sua prima settimana di uscita. L'album ha ottenuto la certificazione platino nel paese nel mese di luglio 2017.
Il secondo album del gruppo, Culture II , è stato pubblicato il 26 gennaio 2018. È diventato il secondo album dei Migos al debutto al numero 1 della Billboard 200, vendendo 38 000 copie, nella sua prima settimana di uscita. L'11 giugno 2021 viene distribuito il terzo capitolo, Culture III.

## Morte
Alle 2:35 circa del 1º novembre 2022 Takeoff è stato raggiunto alla testa da alcuni colpi d'arma da fuoco esplosi durante una sparatoria a Houston (Texas) mentre si trovava in una sala da bowling insieme a Quavo ed altri colleghi del suo entourage, intenti a giocare a dadi e divertirsi. Takeoff verrà dichiarato deceduto poco dopo la sparatoria, all'età di 28 anni. Tramite diverse registrazioni video ed audio effettuate dai presenti si è scoperto che uno dei motivi principali che ha causato la sparatoria è stata un’accesa lite sul basket, sfociata appunto nell'omicidio del rapper.

### Indagine
Il 26 novembre 2022, il 22enne Joshua Cameron, noto anche come Lil Cam 5th, è stato arrestato a Houston. Il 2 dicembre, Patrick Xavier Clark, 33 anni, è stato arrestato. La polizia crede che sia stato il colpo di Clark a uccidere Takeoff.

### Funerale
Il 5 novembre, gli amici e la famiglia di Takeoff hanno tenuto una cerimonia di addio per il rapper e nel luogo della sua morte è stato formato un memoriale.
Il 10 novembre si è tenuta la commemorazione privata di Takeoff, che ha visto Cardi B, Offset e Quavo insieme dopo molto tempo. L'11 novembre, la "Celebration of Life" di Takeoff si è tenuta presso la State Farm Arena. Offset, Quavo, Cardi B, Drake, Justin Bieber, Yolanda Adams e Chloe Bailey si sono esibiti alla cerimonia. Altre celebrità tra cui Gucci Mane, City Girls, YG, Lil Yachty, Cee-Lo Green, Teyana Taylor erano tra i partecipanti alla cerimonia. Più di 20.000 persone sono andate alla veglia di Takeoff. Il sindaco di Atlanta, Andre Dickens ha consegnato postumo a Takeoff il Phoenix Award.

## Controversie

### L'incidente alla Georgia Southern University (2015)
Il 18 aprile 2015, i Migos sono stati programmati per il concerto di primavera 2015 della Georgia Southern University. Lo spettacolo è iniziato alle 19:00 con atti di apertura locali; tuttavia, il gruppo è salito sul palco quasi un'ora e mezza dopo l'orario previsto delle 21:00. Sebbene il loro contratto di prestazione prevedesse una durata minima di 45 minuti, il gruppo ha suonato per meno di 30 minuti prima di lasciare il palco. L'ufficio dello sceriffo, che era presente al concerto come sicurezza, ha rilevato un forte odore di marijuana dai bus del gruppo e gli autisti sono stati interrogati dalle forze dell'ordine. Dopo ulteriori indagini, il trio rap e 12 membri del loro entourage furono arrestati per possesso di marijuana e un'altra sostanza, possesso di armi da fuoco all'interno di una zona di sicurezza scolastica, possesso di armi da fuoco durante la commissione di un crimine e possesso di armi da fuoco da parte di criminali condannati.
Mentre i funzionari universitari erano a conoscenza della reputazione dei Migos, al gruppo era concesso di esibirsi in quanto il corpo studentesco aveva votato per far eseguire il gruppo, e le tasse studentesche e le vendite dei biglietti erano usate per pagare il concerto. Secondo il contratto di prestazione, il gruppo doveva pagare 30000 $ con il loro promoter Big House Collective che riceveva altri 3000 $. Inizialmente, i funzionari dell'università cercarono di mettere i Migos in violazione del contratto a causa dell'arrivo ritardato del gruppo, della prestazione abbreviata e del possesso per contrabbando su proprietà universitaria; tuttavia, l'università alla fine pagò metà delle tasse concordate.
Il 20 aprile 2015, Takeoff, Quavo e sei membri del loro entourage sono stati distribuiti su mandato dall'ufficio del procuratore distrettuale della contea di Bulloch, mentre Offset e altri sei sono rimasti in custodia. A seguito dei loro arresti, il 28 aprile 2015, i Migos annunciarono che avrebbero posticipato il loro Yung Rich Nation Tour a luglio.

### Accuse di violenza sessuale
Il 5 agosto 2020, è arrivata la notizia che Takeoff è stato nominato l'autore di una causa civile intentata da una vittima donna con l'accusa di "violenza sessuale e aggressione" a una festa del giugno 2020 a Los Angeles. A partire dal 2 aprile 2021, è stato riferito che l'ufficio del procuratore distrettuale di Los Angeles non avrebbe presentato accuse penali contro Takeoff a causa di prove insufficienti. Il procedimento giudiziario per la causa civile era ancora in corso ad aprile 2021.

## Discografia

### Da solista

#### Album in studio
- 2018 – The Last Rocket

#### Album collaborativi
- 2022 – Only Built for Infinity Links (con Quavo)

#### Singoli
- 2017 – Intruder
- 2018 – Last Memory
- 2018 – She Gon Wink
- 2018 – Casper
- 2019 – I Suppose (con Quality Control)
- 2020 – Too Blessed (con Rich the Kid e Quavo)
- 2020 – All Time High (con YRN Lingo)
- 2022 – Crypto (con Rich the Kid)
- 2022 – Hotel Lobby (Unc & Phew) (con Quavo)
- 2022 – Us vs. Them (con Quavo e Gucci Mane)
- 2022 – Big Stunna (con Quavo Birdman)
- 2022 – Nothing Changed (con Quavo)
- 2022 – See Bout It (con Quavo e Mustard)
- 2022 – To The Bone (con Quavo feat. YoungBoy Never Broke Again)
- 2022 – Messy (con Quavo)

#### Collaborazioni
- 2017 – Holiday (Calvin Harris feat. Snoop Dogg, John Legend e Takeoff)
- 2020 – I Don't Sleep (Lil Wayne feat. Takeoff)
- 2021 – What's Crackin (Pop Smoke feat. Takeoff)
- 2021 – Paid My Dues (Roddy Ricch feat. Takeoff)
- 2022 – Party (DJ Khaled feat. Quavo e Takeoff)
- 2022 – Feel The Fiyaaaah (Metro Boomin e ASAP Rocky feat. Takeoff)

### Con i Migos
- 2015 – Yung Rich Nation
- 2017 – Culture
- 2018 – Culture II
- 2021 - Culture III